# Chlotrudis Awards/Beste Entdeckung
Seit 2003 wird bei den Chlotrudis Awards die Beste filmische Entdeckung geehrt.

## Ausgezeichnete Filme
| Jahr | Film                                 | Regisseur                               | Weitere Nominierte |
| ---- | ------------------------------------ | --------------------------------------- | --- |
| 2003 | Waydowntown und Wendigo              | Gars Burns und Larry Fessenden          | All or Nothing von Mike Leigh Baran von Majid Majidi The Happiness of the Katakuris von Takashi Miike Swimming von Robert J. Siegel Yanas Freunde von Arik Kaplun                                                                                            |
| 2004 | Marion Bridge                        | Wiebke von Carolsfeld                   | Dracula: Pages from a Virgin’s Diary von Guy Maddin Love and Diane von Jennifer Dworkin Melvin Goes to Dinner von Bob Odenkirk Ten von Abbas Kiarostami |
| 2005 | Nosey Parker                         | John O’Brien                            | Infernal Affairs von Andrew Lau und Alan Mak The Rage in Placid Lake von Tony McNamara Reconstruction von Christoffer Boe Stander von Bronwen Hughes |
| 2006 | Die fetten Jahre sind vorbei         | Hans Weingartner                        | Meeresfrüchte von Olivier Ducastel und Jacques Martineau Die Torremolinos Homevideos von Pablo Berger Tropical Malady von Apichatpong Weerasethakul Whisky von Juan Pablo Rebella und Pablo Stoll                                                            |
| 2007 | Iron Island und La nuit de la vérité | Mohammad Rasulof und Fanta Régina Nacro | El Aura von Fabián Bielinsky 51 Birch Street von Doug Block Der Feind in meinem Herzen von Claire Denis Mutual Appreciation von Andrew Bujalski |
| 2008 | 12:08 Jenseits von Bukarest          | Corneliu Porumboiu                      | Cama adentro von Jorge Gaggero Romántico von Mark Becker Tears of the Black Tiger von Wisit Sasanatieng Wristcutters: A Love Story von Goran Dukic |
| 2009 | The Order of Myths                   | Margaret Brown                          | Alexandra von Alexander Nikolajewitsch Sokurow Chop Shop von Ramin Bahrani Chanson der Liebe von Christophe Honoré Patti Smith: Dream of Life von Steven Sebring Water Lilies von Céline Sciamma                                                             |
| 2010 | Bronson                              | Nicolas Winding Refn                    | Kirschblüten – Hanami von Doris Dörrie The New Year Parade von Tom Quinn Of Time and the City von Terence Davies Somers Town von Shane Meadows |
| 2011 | Dogtooth                             | Giorgos Lanthimos                       | Mary & Max – oder: Schrumpfen Schafe, wenn es regnet? von Adam Elliot Down Terrace von Ben Wheatley Pippa Lee von Rebecca Miller Überleben – Ein Soldat kämpft niemals allein von Geralyn Pezanoski Terribly Happy von Henrik Ruben Genz                     |
| 2012 | Trigger                              | Bruce McDonald                          | The Arbor von Clio Barnard Littlerock von Mike Ott These Amazing Shadows von Paul Mariano und Kurt Norton Uncle Boonmee erinnert sich an seine früheren Leben von Apichatpong Weerasethakul                                                                  |
| 2013 | A Simple Life                        | Ann Hui                                 | Breathing von Jessica Baum Oslo, 31. August von Joachim Trier Alpen von Giorgos Lanthimos Sound of Noise von Ola Simonsson und Johannes Stjärne Nilsson Beauty Is Embarrassing von Neil Berkeley                                                             |
| 2014 | The Broken Circle                    | Felix Van Groeningen                    | Concussion – Leichte Erschütterung von Stacie Passon Laurence Anyways von Xavier Dolan Le tableau von Jean-François Laguionie Wrong von Quentin Dupieux |
| 2015 | Rocks in My Pockets                  | Signe Baumane                           | Borgman von Alex van Warmerdam Ilo Ilo von Anthony Chen Das merkwürdige Kätzchen von Ramon Zürcher Heute gehe ich allein nach Hause von Daniel Ribeiro |
| 2016 | Advantageous                         | Jennifer Phang                          | Actress von Robert Greene Appropriate Behavior von Desiree Akhavan Charlie's Country von Rolf de Heer People Places Things von James C. Strouse Victoria von Sebastian Schipper                                                                              |
| 2017 | Free in Deed                         | Jake Mahaffy                            | Boi Neon von Gabriel Mascaro Take Me to the River von Matt Sobel The Fits von Anna Rose Holmer Under the Shadow von Babak Anvari |
| 2018 | Patti Cake$ – Queen of Rap           | Geremy Jasper                           | Dave Made a Maze von John Charle Meyer Mudbound von Dee Rees The Death and Life of Marsha P. Johnson von David France Das unbekannte Mädchen von Jean-Pierre und Luc Dardenne Window Horses: The Poetic Persian Epiphany of Rosie Ming von Ann Marie Fleming |
| 2019 | Support the Girls                    | Andrew Bujalski                         | The Day After von Hong Sang-soo Glücklich wie Lazzaro von Alice Rohrwacher I Am Not a Witch von Rungano Nyoni Prospect von Zeek Earl und Chris Caldwell Shirkers von Sandi Tan                                                                               |
| 2020 | Cubby                                | Mark Blane                              | The Chambermaid von Lila Avilés Fast Color – Die Macht in Dir von Julia Hart Give Me Liberty von Kirill Mikhanovsky Under the Silver Lake von David Robert Mitchell                                                                                          |
| 2021 | Ghost Tropic und Light from Light    | Bas Devos und Paul Harrill              | Cat in the Wall von Mina Milewa und Wessela Kasakowa Die fabelhafte Reise der Marona von Anca Damian Canción sin nombre von Melina León La Gomera von Corneliu Porumboiu                                                                                     |